# Historisk Samfund for Sønderjylland
Historisk Samfund for Sønderjylland er en forening, der samler interessen for sønderjysk historie og kultur. Foreningen blev dannet i 1922.
Foreningen udgiver Sønderjysk Månedsskrift og Sønderjyske Årbøger og arrangerer faglige foredrag og udflugter.
Foreningen har kontor mm i Rigsarkivet, Aabenraa.